# 京港澳高速潭耒段
京港澳高速潭耒段 （旧名“潭耒高速公路”）为京港澳高速公路湖南境内湘潭市至衡阳市耒阳市路段。
北起湘潭市马家河，南至耒阳市陈家坪，主线全长168.8公里；另有天易、朱亭、新塘、新市和耒阳条联络线。全段为双向四车道，设计时速100公里，路基宽度27.5米，路面宽度24米。途径湘潭、株洲和衡阳三市。
工程于1997年7月开工，2000年12月26日通车，建设总投资44.8亿元，为水泥路面。共设有9个收费站、3个服务区和2个互通。

## 资料来源
1. ↑  筑龙网 （页面存档备份，存于）：《京珠国道湘（潭）耒（阳）高速公路》
2. ↑  .   [2009-09-27]. （原始内容存档于2009-02-25）.